# Lijst van Eerste Kamerleden 1983-1986
Lijst van Eerste Kamerleden 1983-1986 geeft een overzicht van de leden van de Nederlandse Eerste Kamer in de periode tussen de verkiezingen van 1983 en de verkiezingen van 1986. De zittingsperiode van de Eerste Kamer ging in op 13 september 1983 en eindigde op 3 juni 1986. 
De Eerste Kamer telde 75 leden, gekozen door de leden van Provinciale Staten in de elf provincies. Eerste Kamerleden werden gekozen voor een termijn van vier jaar.
| Naam                                            | politieke partij                        | begindatum        | einddatum    | refs   |
| ----------------------------------------------- | --------------------------------------- | ----------------- | ------------ | ------ |
| Hette Abma                                      | Staatkundig Gereformeerde Partij        | 13 september 1983 | 3 juni 1986  | [ 1 ]  |
| Liesbeth Baarveld-Schlaman                      | Partij van de Arbeid                    | 13 september 1983 | 3 juni 1986  | [ 2 ]  |
| Driekus Barendregt                              | Staatkundig Gereformeerde Partij        | 13 september 1983 | 3 juni 1986  | [ 3 ]  |
| Suzanne Bischoff van Heemskerck                 | Democraten 66                           | 13 september 1983 | 3 juni 1986  | [ 4 ]  |
| Ton van Boven                                   | Volkspartij voor Vrijheid en Democratie | 13 september 1983 | 3 juni 1986  | [ 5 ]  |
| Nico Buijsert                                   | Christen-Democratisch Appèl             | 13 september 1983 | 3 juni 1986  | [ 6 ]  |
| Piet Bukman                                     | Christen-Democratisch Appèl             | 13 september 1983 | 3 juni 1986  | [ 7 ]  |
| Marten Burkens                                  | Volkspartij voor Vrijheid en Democratie | 13 september 1983 | 3 juni 1986  | [ 8 ]  |
| Jan Christiaanse                                | Christen-Democratisch Appèl             | 13 september 1983 | 3 juni 1986  | [ 9 ]  |
| Pierre Coenemans                                | Christen-Democratisch Appèl             | 13 september 1983 | 3 juni 1986  | [ 10 ] |
| Louis van Dalen                                 | Christen-Democratisch Appèl             | 13 september 1983 | 3 juni 1986  | [ 11 ] |
| Ruud Eijsink                                    | Christen-Democratisch Appèl             | 13 september 1983 | 3 juni 1986  | [ 12 ] |
| Greet Ermen                                     | Partij van de Arbeid                    | 13 september 1983 | 3 juni 1986  | [ 13 ] |
| Frans Feij                                      | Volkspartij voor Vrijheid en Democratie | 13 september 1983 | 3 juni 1986  | [ 14 ] |
| Jo Franssen                                     | Christen-Democratisch Appèl             | 13 september 1983 | 3 juni 1986  | [ 15 ] |
| Bas de Gaay Fortman                             | Politieke Partij Radikalen              | 13 september 1983 | 3 juni 1986  | [ 16 ] |
| Molly Geertsema                                 | Volkspartij voor Vrijheid en Democratie | 13 september 1983 | 3 juni 1986  | [ 17 ] |
| Leendert Ginjaar                                | Volkspartij voor Vrijheid en Democratie | 13 september 1983 | 3 juni 1986  | [ 18 ] |
| Jan Glastra van Loon                            | Democraten 66                           | 13 september 1983 | 3 juni 1986  | [ 19 ] |
| John van Graafeiland                            | Volkspartij voor Vrijheid en Democratie | 13 september 1983 | 3 juni 1986  | [ 20 ] |
| Berthe Groensmit-van der Kallen                 | Christen-Democratisch Appèl             | 13 september 1983 | 3 juni 1986  | [ 21 ] |
| Toos Grol-Overling                              | Christen-Democratisch Appèl             | 13 september 1983 | 3 juni 1986  | [ 22 ] |
| Han Heijmans                                    | Volkspartij voor Vrijheid en Democratie | 13 september 1983 | 3 juni 1986  | [ 23 ] |
| Henk Heijne Makkreel                            | Volkspartij voor Vrijheid en Democratie | 13 september 1983 | 3 juni 1986  | [ 24 ] |
| Jean Hendriks                                   | Christen-Democratisch Appèl             | 13 september 1983 | 3 juni 1986  | [ 25 ] |
| Henk Hoekstra                                   | Communistische Partij Nederland         | 13 september 1983 | 3 juni 1986  | [ 26 ] |
| Bart Hofman                                     | Volkspartij voor Vrijheid en Democratie | 13 september 1983 | 3 juni 1986  | [ 27 ] |
| Jan van der Jagt                                | Gereformeerd Politiek Verbond           | 13 september 1983 | 3 juni 1986  | [ 28 ] |
| Frans de Jong                                   | Christen-Democratisch Appèl             | 13 september 1983 | 3 juni 1986  | [ 29 ] |
| Ad Kaland                                       | Christen-Democratisch Appèl             | 13 september 1983 | 3 juni 1986  | [ 30 ] |
| Ko Kiers                                        | Christen-Democratisch Appèl             | 13 september 1983 | 3 juni 1986  | [ 31 ] |
| Roelof Kruisinga                                | Christen-Democratisch Appèl             | 20 september 1983 | 3 juni 1986  | [ 32 ] |
| Trix van Kuilenburg-Lodder                      | Partij van de Arbeid                    | 13 september 1983 | 3 juni 1986  | [ 33 ] |
| Dick Kuiper                                     | Christen-Democratisch Appèl             | 13 september 1983 | 3 juni 1986  | [ 34 ] |
| Titia van Leeuwen                               | Pacifistisch Socialistische Partij      | 28 augustus 1984  | 3 juni 1986  | [ 35 ] |
| Bram van der Lek                                | Pacifistisch Socialistische Partij      | 13 september 1983 | 24 juli 1984 | [ 36 ] |
| Madeleen Leyten- de Wijkerslooth de Weerdesteyn | Christen-Democratisch Appèl             | 13 september 1983 | 3 juni 1986  | [ 37 ] |
| David Luteijn                                   | Volkspartij voor Vrijheid en Democratie | 13 september 1983 | 3 juni 1986  | [ 38 ] |
| Nol Maassen                                     | Partij van de Arbeid                    | 13 september 1983 | 3 juni 1986  | [ 39 ] |
| Joke van der Meer                               | Partij van de Arbeid                    | 13 september 1983 | 3 juni 1986  | [ 40 ] |
| Marian van der Meer                             | Partij van de Arbeid                    | 13 september 1983 | 3 juni 1986  | [ 41 ] |
| Frits von Meijenfeldt                           | Christen-Democratisch Appèl             | 13 september 1983 | 3 juni 1986  | [ 42 ] |
| Hans van Mierlo                                 | Democraten 66                           | 13 september 1983 | 3 juni 1986  | [ 43 ] |
| Aad Nuis                                        | Democraten 66                           | 13 september 1983 | 3 juni 1986  | [ 44 ] |
| Hans Oskamp                                     | Partij van de Arbeid                    | 13 september 1983 | 3 juni 1986  | [ 45 ] |
| Jan van der Ploeg                               | Partij van de Arbeid                    | 13 september 1983 | 3 juni 1986  | [ 46 ] |
| Jef Pleumeekers                                 | Christen-Democratisch Appèl             | 13 september 1983 | 3 juni 1986  | [ 47 ] |
| Andries Postma                                  | Christen-Democratisch Appèl             | 13 september 1983 | 3 juni 1986  | [ 48 ] |
| Bertus de Rijk                                  | Partij van de Arbeid                    | 13 september 1983 | 3 juni 1986  | [ 49 ] |
| Ger Schinck                                     | Partij van de Arbeid                    | 13 september 1983 | 3 juni 1986  | [ 50 ] |
| Joris Schouten                                  | Christen-Democratisch Appèl             | 13 september 1983 | 3 juni 1986  | [ 51 ] |
| Egbert Schuurman                                | Reformatorische Politieke Federatie     | 13 september 1983 | 3 juni 1986  | [ 52 ] |
| Jan Simons                                      | Partij van de Arbeid                    | 13 september 1983 | 3 juni 1986  | [ 53 ] |
| Bé Stam                                         | Partij van de Arbeid                    | 13 september 1983 | 3 juni 1986  | [ 54 ] |
| Piet Steenkamp                                  | Christen-Democratisch Appèl             | 13 september 1983 | 3 juni 1986  | [ 55 ] |
| Tom Struick van Bemmelen                        | Volkspartij voor Vrijheid en Democratie | 13 september 1983 | 3 juni 1986  | [ 56 ] |
| Govert van Tets                                 | Volkspartij voor Vrijheid en Democratie | 13 september 1983 | 3 juni 1986  | [ 57 ] |
| Marie-Louise Tiesinga-Autsema                   | Democraten 66                           | 13 september 1983 | 3 juni 1986  | [ 58 ] |
| Nic Tummers                                     | Partij van de Arbeid                    | 13 september 1983 | 3 juni 1986  | [ 59 ] |
| Lies Uijterwaal-Cox                             | Christen-Democratisch Appèl             | 13 september 1983 | 3 juni 1986  | [ 60 ] |
| Els Veder-Smit                                  | Volkspartij voor Vrijheid en Democratie | 13 september 1983 | 3 juni 1986  | [ 61 ] |
| Adriaan van Veldhuizen                          | Partij van de Arbeid                    | 13 september 1983 | 3 juni 1986  | [ 62 ] |
| Jan Verbeek                                     | Volkspartij voor Vrijheid en Democratie | 13 september 1983 | 3 juni 1986  | [ 63 ] |
| Anne Vermeer                                    | Partij van de Arbeid                    | 13 september 1983 | 3 juni 1986  | [ 64 ] |
| Jan Vis                                         | Democraten 66                           | 13 september 1983 | 3 juni 1986  | [ 65 ] |
| Joop Vogt                                       | Pacifistisch Socialistische Partij      | 13 september 1983 | 3 juni 1986  | [ 66 ] |
| Louise Vonhoff-Luijendijk                       | Volkspartij voor Vrijheid en Democratie | 13 september 1983 | 3 juni 1986  | [ 67 ] |
| Klaas de Vries                                  | Christen-Democratisch Appèl             | 13 september 1983 | 3 juni 1986  | [ 68 ] |
| Ed Wagemakers                                   | Christen-Democratisch Appèl             | 13 september 1983 | 3 juni 1986  | [ 69 ] |
| Ans van der Werf-Terpstra                       | Christen-Democratisch Appèl             | 13 september 1983 | 3 juni 1986  | [ 70 ] |
| Ym van der Werff                                | Volkspartij voor Vrijheid en Democratie | 13 september 1983 | 3 juni 1986  | [ 71 ] |
| Kees IJmkers                                    | Communistische Partij Nederland         | 13 september 1983 | 3 juni 1986  | [ 72 ] |
| Willem van de Zandschulp                        | Partij van de Arbeid                    | 13 september 1983 | 3 juni 1986  | [ 73 ] |
| Rinse Zijlstra                                  | Christen-Democratisch Appèl             | 13 september 1983 | 3 juni 1986  | [ 74 ] |
| Jan Zoon                                        | Partij van de Arbeid                    | 13 september 1983 | 3 juni 1986  | [ 75 ] |
| Guus Zoutendijk                                 | Volkspartij voor Vrijheid en Democratie | 13 september 1983 | 3 juni 1986  | [ 76 ] |